# Hedyotis
Hedyotis är ett släkte av måreväxter. Hedyotis ingår i familjen måreväxter.

## Dottertaxa tillHedyotis, i alfabetisk ordning[1]
- Hedyotis acutangula
- Hedyotis aimiriikensis
- Hedyotis albonerva
- Hedyotis ampliflora
- Hedyotis andamanica
- Hedyotis articularis
- Hedyotis bahaii
- Hedyotis baotingensis
- Hedyotis barberi
- Hedyotis beddomei
- Hedyotis bourdillonii
- Hedyotis buxifolia
- Hedyotis cantoniensis
- Hedyotis capitellata
- Hedyotis cathayana
- Hedyotis caudatifolia
- Hedyotis cheniana
- Hedyotis cinereoviridis
- Hedyotis communis
- Hedyotis coprosmoides
- Hedyotis cornifolia
- Hedyotis coronaria
- Hedyotis cushingiae
- Hedyotis cyanantha
- Hedyotis cyanescens
- Hedyotis dawsoniana
- Hedyotis dendroides
- Hedyotis devicolamensis
- Hedyotis dianxiensis
- Hedyotis divaricata
- Hedyotis equisetiformis
- Hedyotis eualata
- Hedyotis evenia
- Hedyotis exserta
- Hedyotis fissistipula
- Hedyotis flavescens
- Hedyotis flexuosa
- Hedyotis fruticosa
- Hedyotis fruticulosa
- Hedyotis fulva
- Hedyotis fumata
- Hedyotis gamblei
- Hedyotis gardneri
- Hedyotis gartmorensis
- Hedyotis globiceps
- Hedyotis griffithii
- Hedyotis hermanniana
- Hedyotis hirsutissima
- Hedyotis hirta
- Hedyotis inamoena
- Hedyotis koana
- Hedyotis korrorensis
- Hedyotis kottangathattiensis
- Hedyotis kunstleri
- Hedyotis kurzii
- Hedyotis laciniata
- Hedyotis lawsoniae
- Hedyotis leschenaultiana
- Hedyotis lessertiana
- Hedyotis lianshanensis
- Hedyotis longiexserta
- Hedyotis longipetala
- Hedyotis macraei
- Hedyotis macrostegia
- Hedyotis maingayi
- Hedyotis megalantha
- Hedyotis membranacea
- Hedyotis minutopuberula
- Hedyotis nairii
- Hedyotis neesiana
- Hedyotis neolessertiana
- Hedyotis nigrescens
- Hedyotis nodulosa
- Hedyotis novoguineensis
- Hedyotis obliquinervis
- Hedyotis obscura
- Hedyotis ovata
- Hedyotis pachycarpa
- Hedyotis parietarioides
- Hedyotis patens
- Hedyotis pauciflora
- Hedyotis perhispida
- Hedyotis pinaster
- Hedyotis ponapensis
- Hedyotis protrusa
- Hedyotis pruinosa
- Hedyotis pulchella
- Hedyotis purpurascens
- Hedyotis quinquinervis
- Hedyotis ramarowii
- Hedyotis reinwardtii
- Hedyotis resupinata
- Hedyotis rhinophylla
- Hedyotis rivalis
- Hedyotis sachetiana
- Hedyotis scaberula
- Hedyotis scabridifolia
- Hedyotis scandens
- Hedyotis shenzhenensis
- Hedyotis shettyi
- Hedyotis shiuyingiae
- Hedyotis similis
- Hedyotis simplicissima
- Hedyotis srilankensis
- Hedyotis stelligera
- Hedyotis suborthogona
- Hedyotis subverticillata
- Hedyotis swertioides
- Hedyotis symphyllarionoides
- Hedyotis tavoyensis
- Hedyotis terminaliflora
- Hedyotis tetrandra
- Hedyotis tomentosa
- Hedyotis travancorica
- Hedyotis trichoneura
- Hedyotis tridentata
- Hedyotis trimenii
- Hedyotis tuyamae
- Hedyotis uncinella
- Hedyotis uncinelloides
- Hedyotis wangii
- Hedyotis villosostipulata
- Hedyotis viscida
- Hedyotis wuzhishanensis
- Hedyotis yangchunensis
- Hedyotis yazhouensis